# Paranerita complicata
Paranerita complicata là một loài bướm đêm thuộc phân họ Arctiinae, họ Erebidae.